# Петар Добрњац
Петар Влаховић Тодоровић Добрњац (Добрње, 12. јул 1771 — Јаши, 6. октобар 1831) био је војвода у Првом српском устанку. Син трговца Теодора Влаховића. Имао је и два брата, кнеза Стевана Теодоровића Добрњца и трговца Николу Теодоровића Добрњца. Влаховићи су пореклом из Црне Горе. Дошли су на територију Србије са простора града Колашин за време Велике сеобе Срба у XVII веку.

## Биографија
Родио се 1771. године у пожаревачкој нахији, у селу Добрњу код Петровца на Млави. У младости је био хајдук неко време, а потом је одржавао имање и трговао. Карађорђе је од раније знао за Петра. Позвао га је да се прикључи у борби против Турака. Године 1804. био је буљубаша (заповедник чете) под Миленком Стојковићем. Године 1805. учествовао је у боју на Иванковцу против Хафиз-паше, после којег га је Совјет прогласио бимбашом (заповедник над 1000 људи) и војводом. На његову иницијативу су се Срби на Иванковцу прегруписали и ушанчили. После битке код Делиграда (1806), против скадарског Ибрахим-паше, долази у ред првих старешина у земљи. Када је Карађорђе 1809. године поделио војску на четири дела, јужни део, који је био усмерен ка Нишу водио је Милоје Петровић. Због свађе између Добрњца и Милоја Петровића Трнавца изостала је помоћ војводи Стевану Синђелићу, у боју на Чегру (1809), што је довело до српског пораза. Милоје се уплашио да ако Петар и Стеван нападну заједно имају много веће шансе да освоје град Ниш и тиме би стекли велико богатство. Због тога је зауставио Петра и довео до великог пораза, мада је Стеван Синђелић показао велику храброст и одлучност. Нико није могао да му стане на пут да са својих 2000 Ресаваца у Ниш уђе први. Петар Добрњац и Стеван Синђелић су били кумови. После пада Делиграда (1809) напустио је Србију због неслагања са Карађорђем. Следеће године се вратио у земљу на интервенцију Русије, али је 1811. поново протеран. По слому Првог српског устанка (1813. године), Петар је покушао да учини нешто за Србе и Србију, али му се није дало. Ишао је чак до Париза и Петербурга код Родофиникина, али безуспешно.
Петар је примао од Русије годишњу пензију од 300 дуката, а после закљученог мира између Руса и Турака 1812. године из Каравлашке се сели у Бесарабију, где је држао бољарска села под закуп и вратио се трговини.
У Другом српском устанку (1815) је био повереник кнеза Милоша код руског цара Александра I, али се није враћао у Србију.
Петар Добрњац је имао три сина, двојица су умрла у Петербургу, у кадетском корпусу. Кућа у којој је живео више не постоји. Морава је током поплаве пресекла меандар и однела кућу. Поред три сина имао је и ћерку Љубинку. Она је била удата за Кузмана, сина Луке Лазаревића. Петар је умро у Јашију 1831. године. Лечио се у болници покрај цркве Светог Спиридона у Јашију. У тој Болници је и умро од запаљења плућа. Црква више није верски објекат, али је претворена у болницу која и даље носи име овог свеца. Сахрањен је у дворишту цркве мада нигде не постоји обележје тачног места његове вечне куће. 
Вук Караџић га овако описује: "Био је крупан и пун човјек, и више плав него смеђ. Кад је изишао из Србије (1811. године), може бити да му није било још пунијех 40 година. Био је шаљив и не само говорљив него и рјечит: кад би што приповиједао, тако је знао редом говорити као да чита из књиге. Као старјешина, био је велики јунак, особито знајући људе к себи привући и наговорити их да га слушају; непогодан је био за оне који су хтјели да му заповиједају, али према својијем подручницима и друговима био је врло љубазан. Читати није знао, али је био онда једини старјешина у Србији овога реда који је писарима знатнија писма (на велику господу) казивао ријеч по ријеч."

## Занимљивости
Петар Добрњац је остао запамћен по изреци коју је први изговорио Карађорђе:
Говорити, а мом к...., а Петру Добрњцу, свеједно!
која је изречена почетком 1807. године када је Карађорђе сазнао да је Добрњац у Параћину на своју руку побио турске посланике који су пошли на преговоре у Београд. Данас се слична пословица користи за опис некога ко је тврдоглав и недоказан.